# 郤忠
郤忠，北平承宣佈政使司行唐（今河北省行唐縣）人。明朝政治人物、进士。

## 生平
洪武三十年（1397年），郤忠中式丁丑科夏榜三甲第二十九名進士，担任临漳县知县。时值荒年，百姓担心无法养育子女，纷纷抛弃。郤忠出禁令，并用自己俸禄养育，获生者众多。其在任时决狱无滞，监狱常空。